# Ripollet
Ripollet település Spanyolországban, Barcelona tartományban. Lakosainak száma 39 462 fő (2024).

## Földrajza
Ripollet Montcada i Reixac, Cerdanyola del Vallès és Barberà del Vallès községekkel határos.

## Testvértelepülések
- Avrillé
- Caniles

## Népesség
A település lakosságának változását az alábbi diagram mutatja:
| Lakosok száma | 136  | 1705 | 3526 | 5262 | 25 582 | 33 605 | 37 088 | 37 233 | 38 665 | 39 462 |
|               | 1717 | 1887 | 1936 | 1960 | 1986   | 2004   | 2009   | 2014   | 2019   | 2024   |

## Jegyzetek

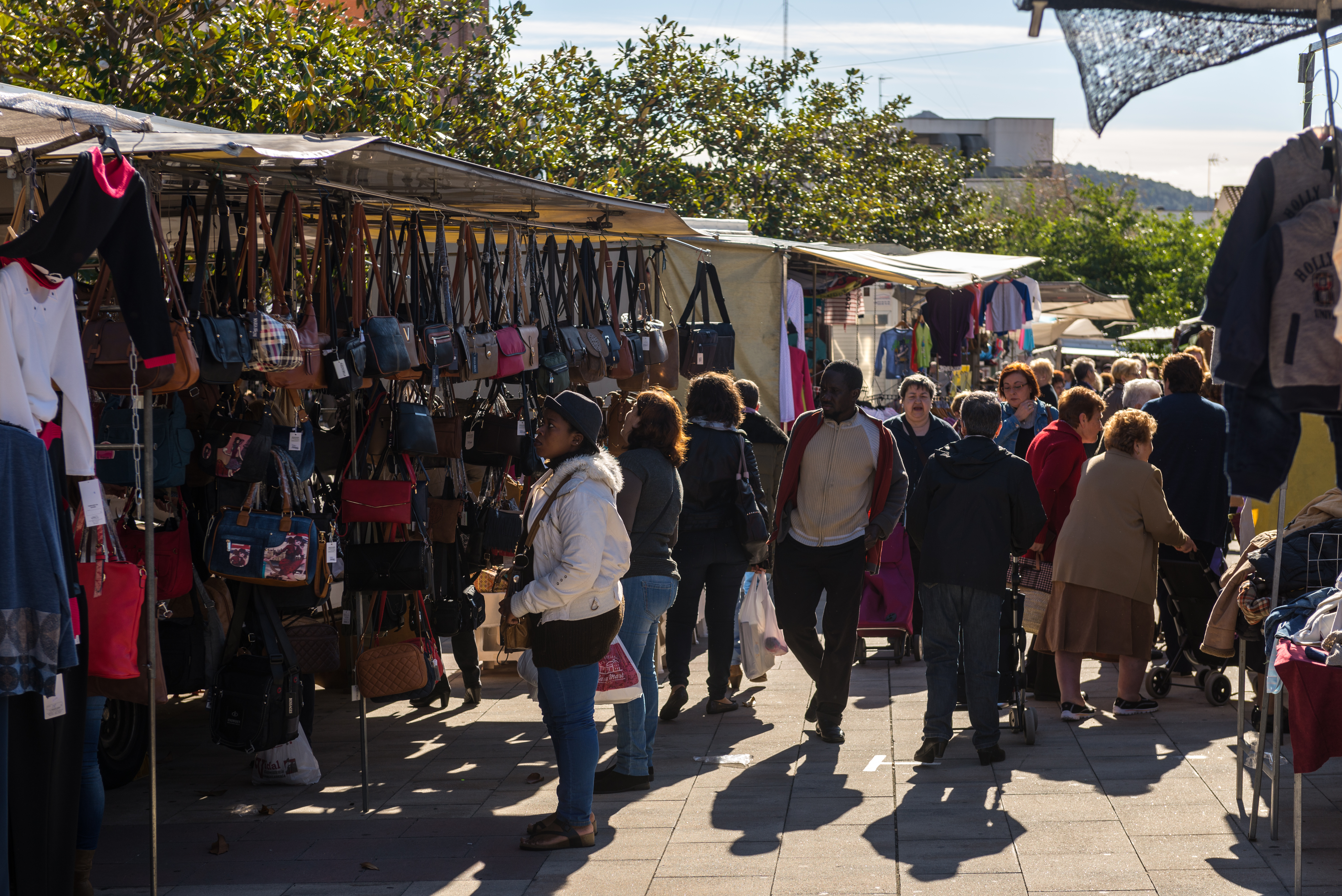
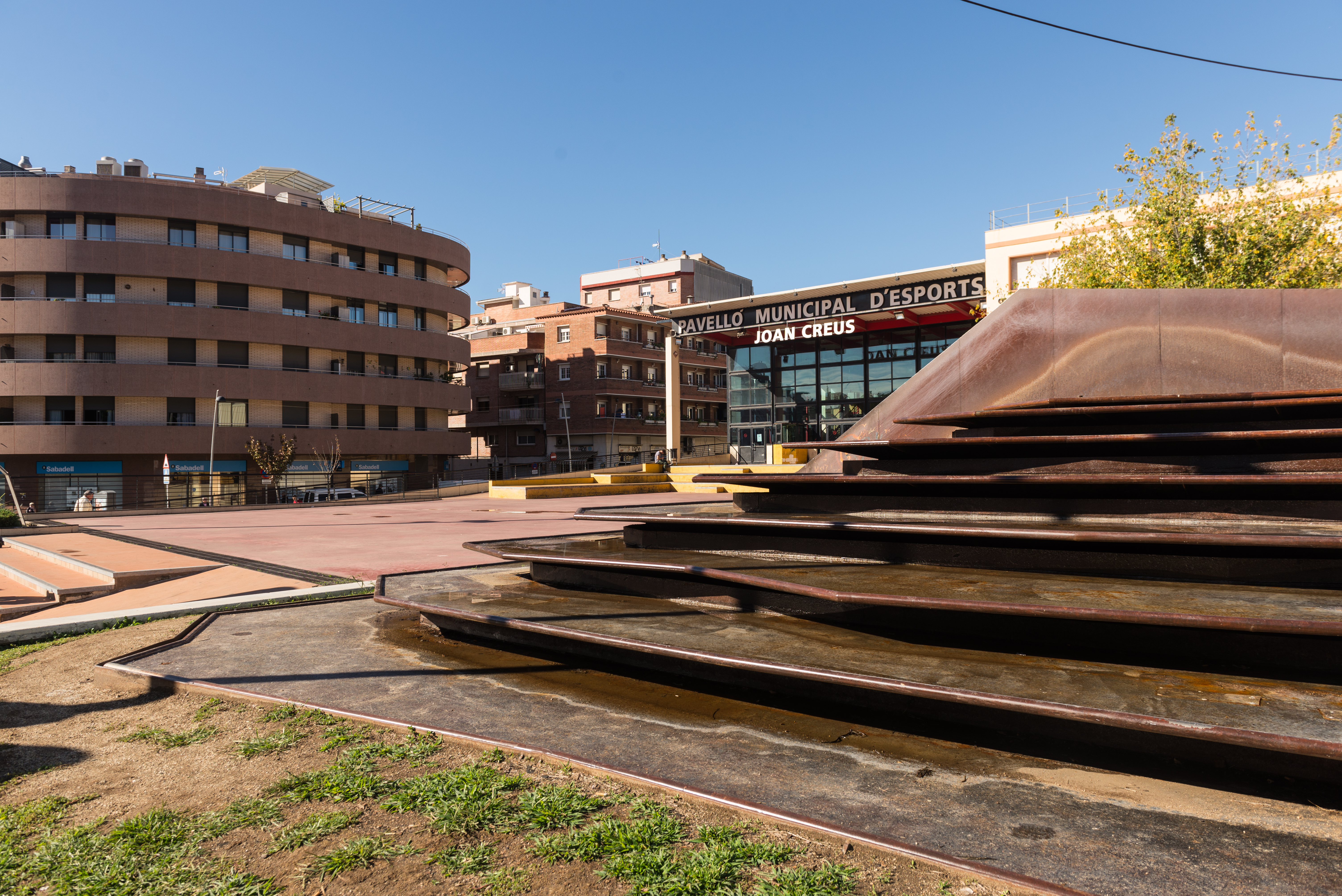
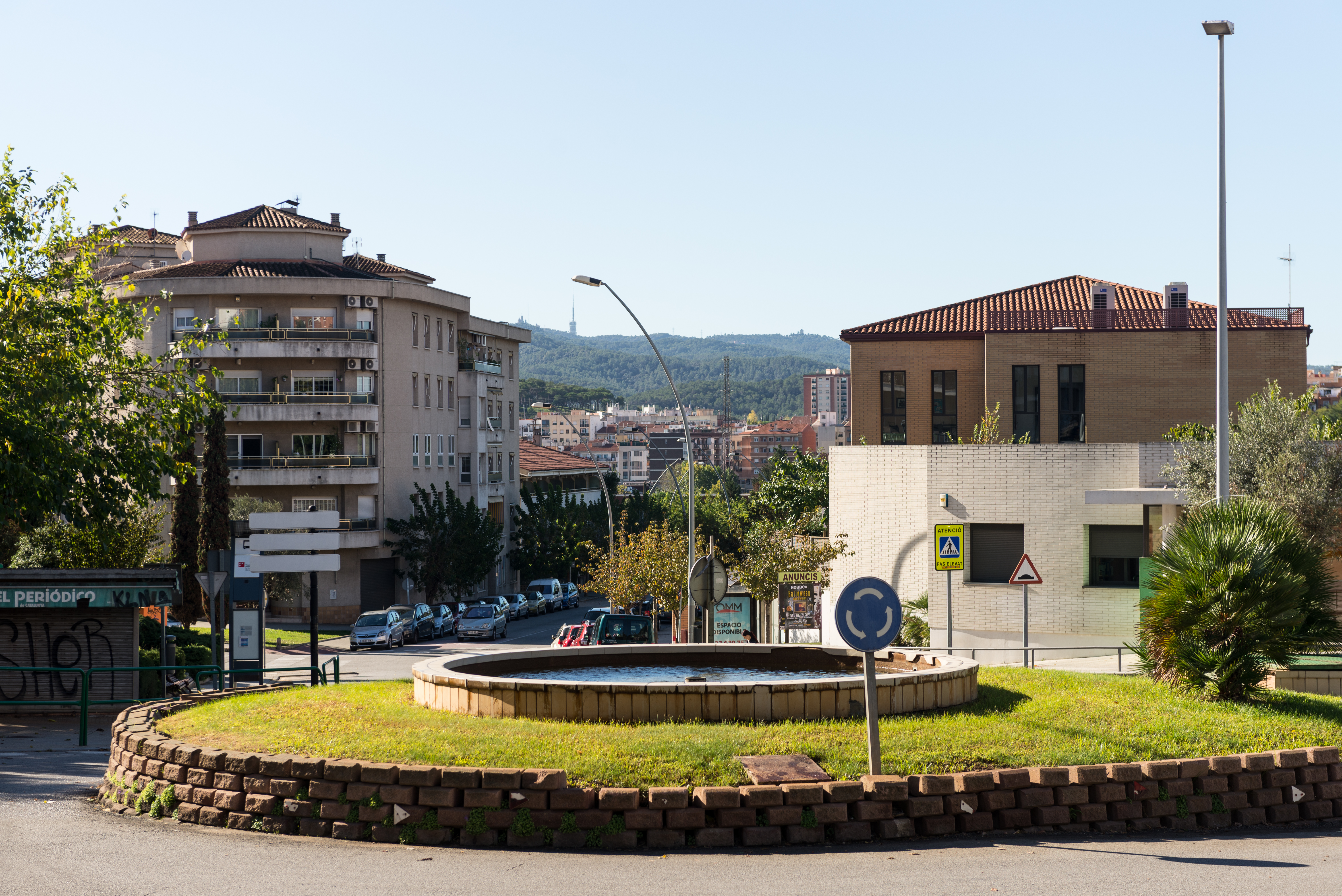
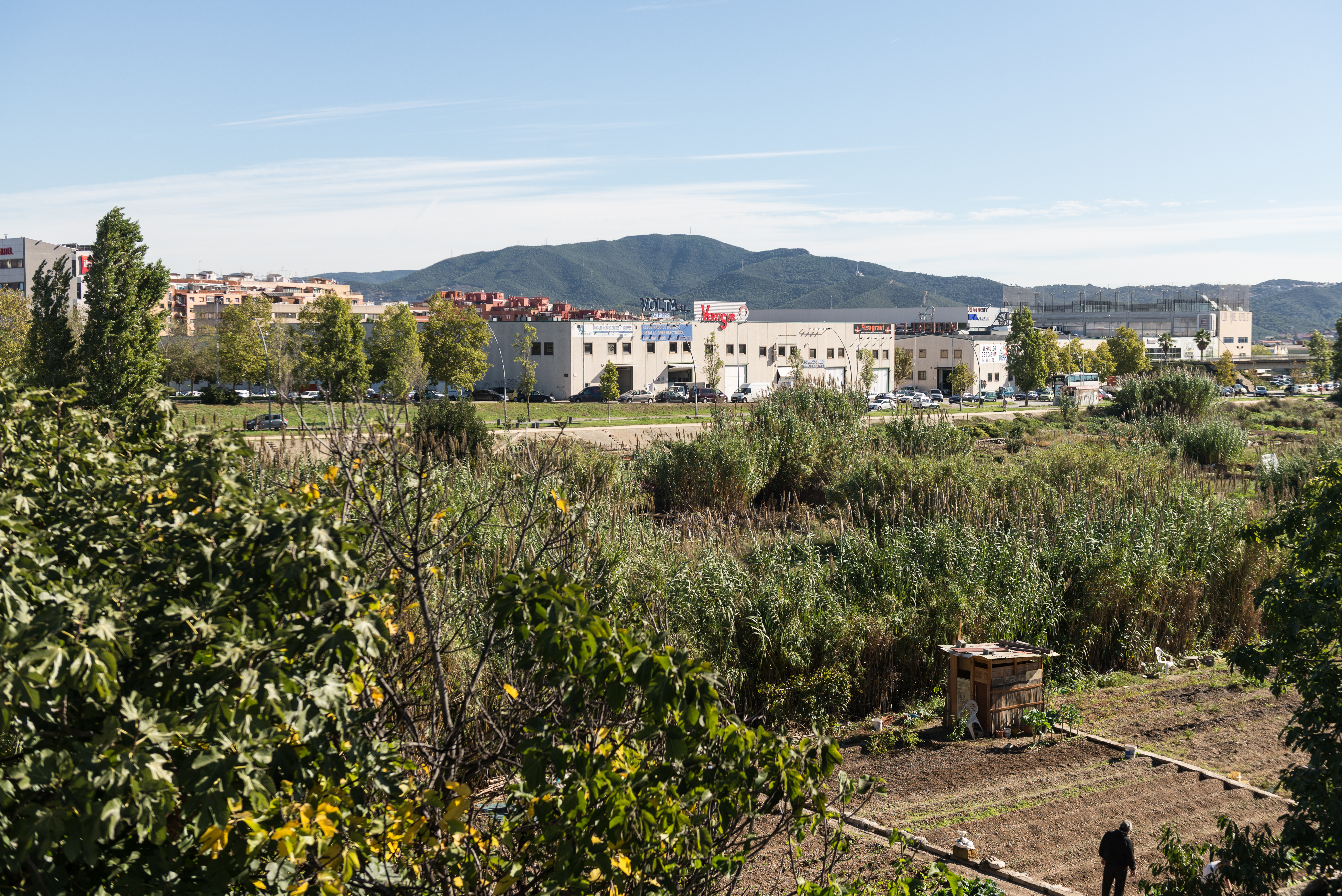
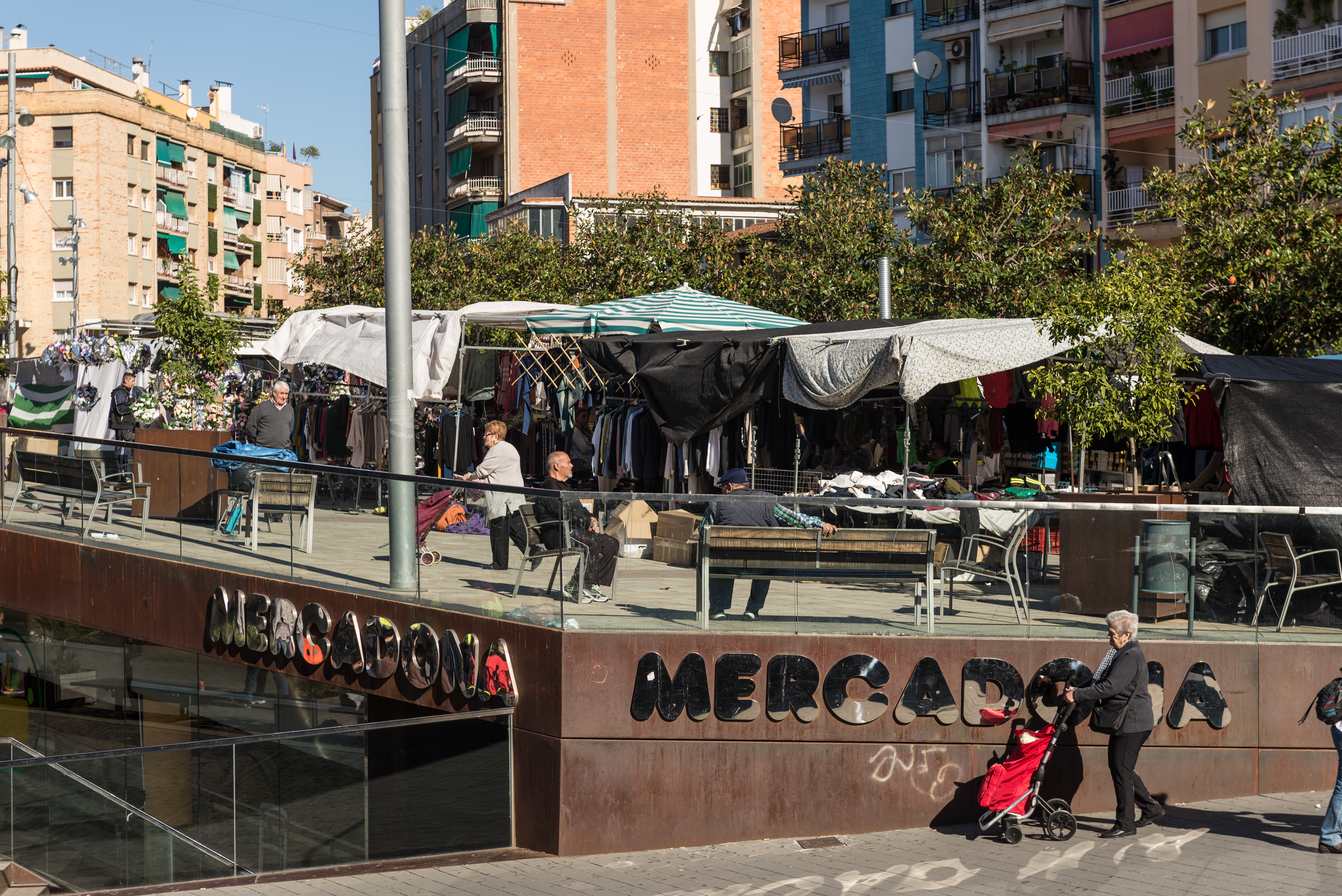
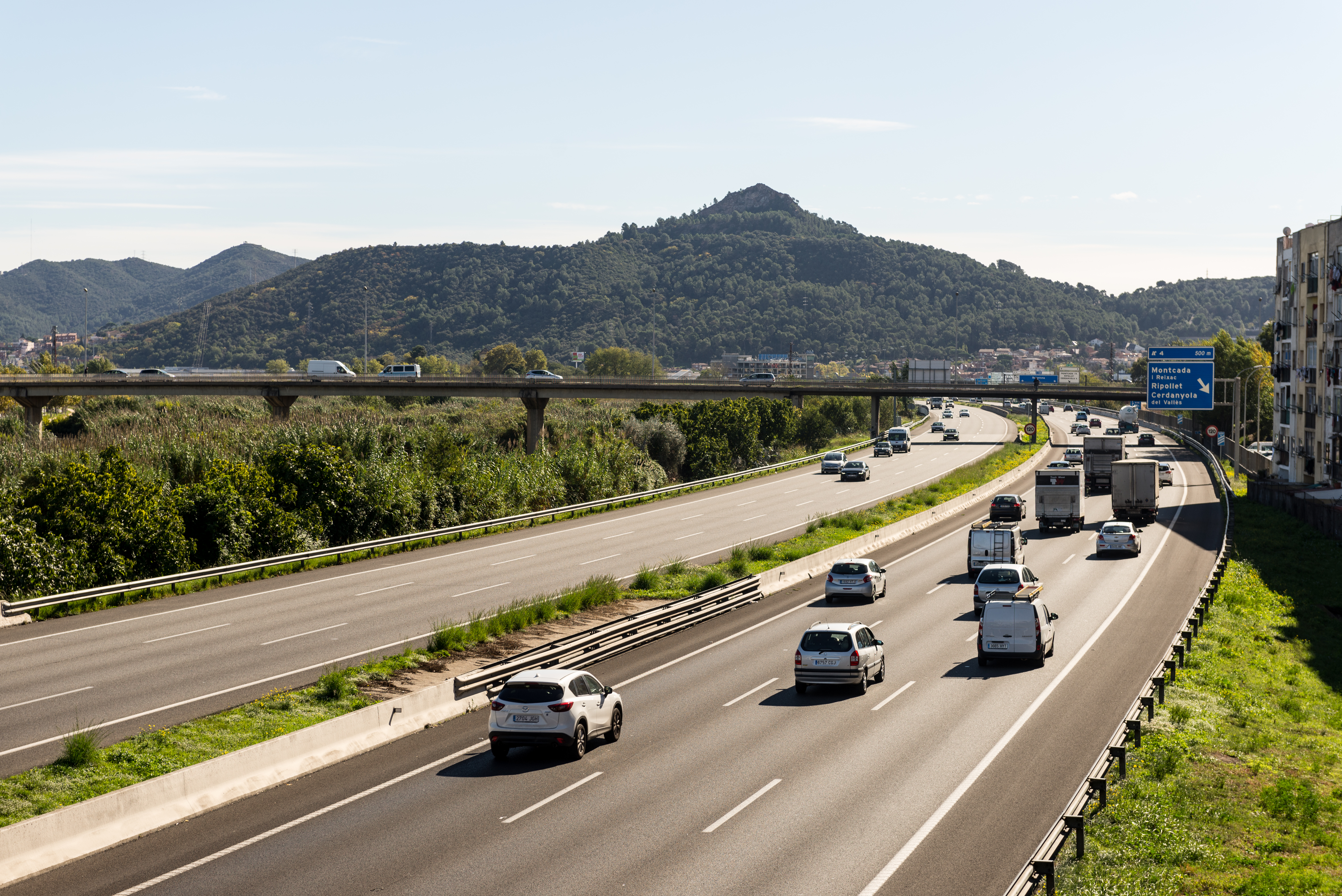
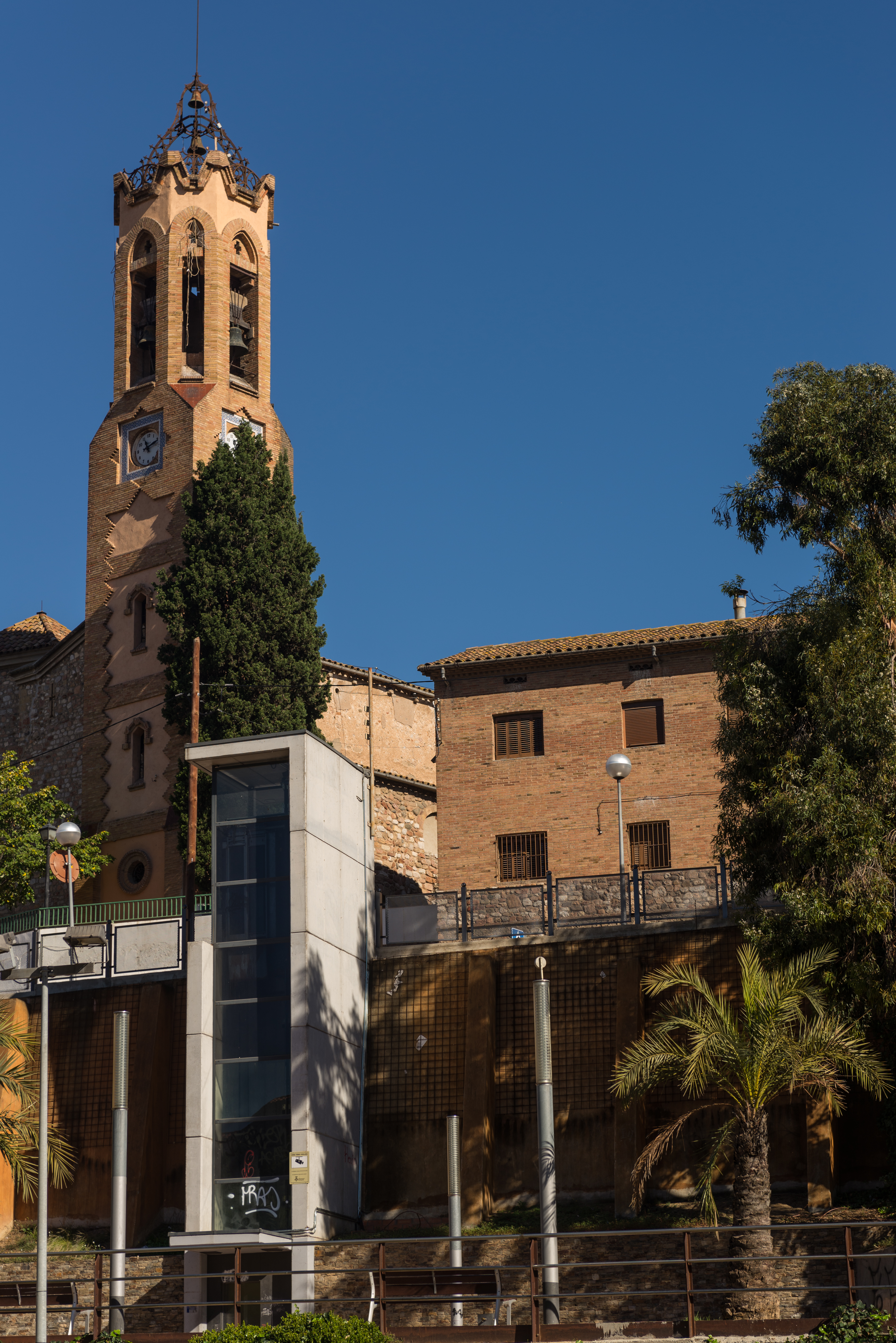
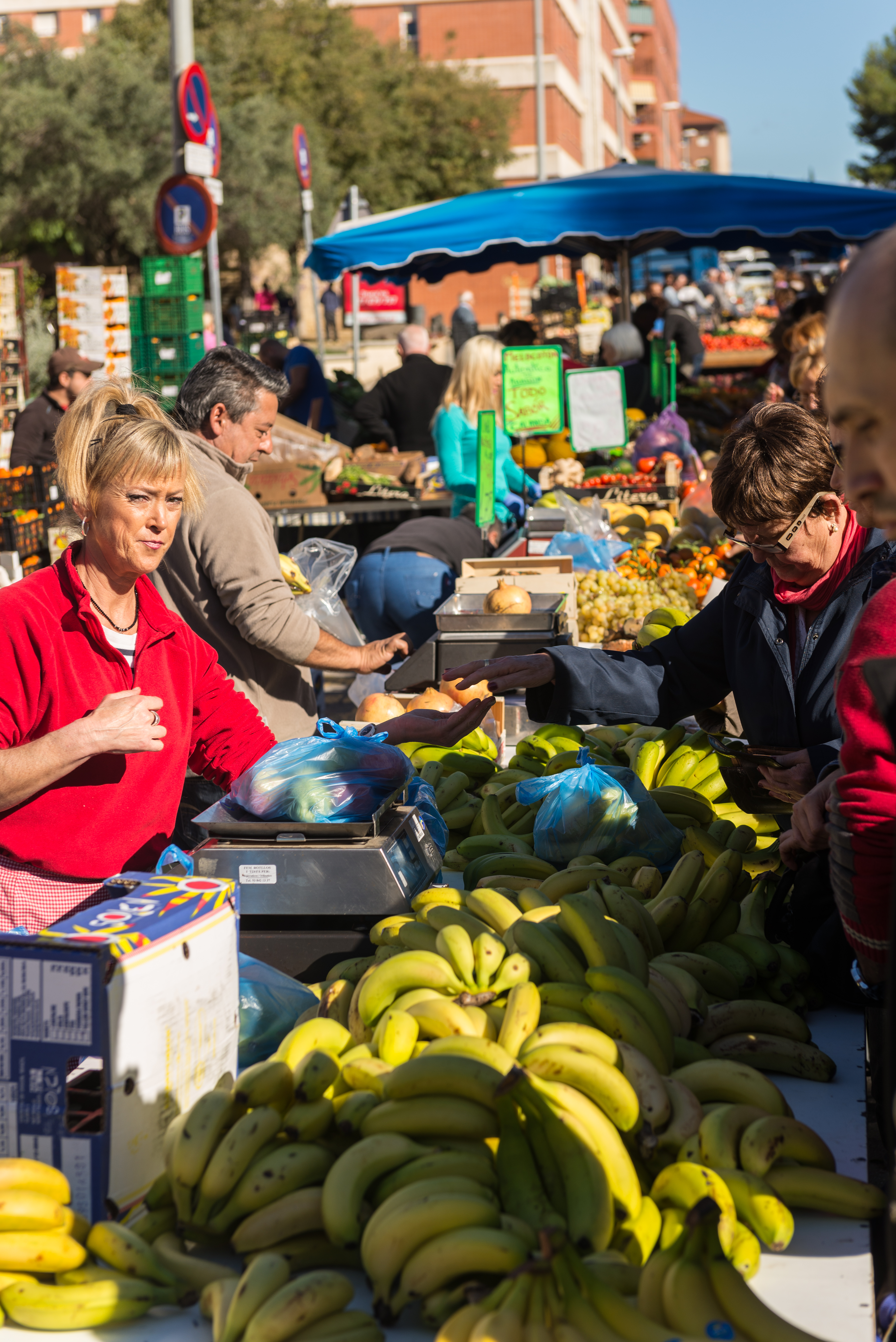